# Desa Mrisen (administrativ by i Indonesien, lat -6,90, long 110,68)
Desa Mrisen är en administrativ by i Indonesien.   Den ligger i provinsen Jawa Tengah, i den västra delen av landet, 400 km öster om huvudstaden Jakarta.